# Zaburze (powiat krasnostawski)
Zaburze (do 1998 Zabórze) – wieś w Polsce położona w województwie lubelskim, w powiecie krasnostawskim, w gminie Żółkiewka.
W latach 1975–1998 miejscowość należała administracyjnie do województwa zamojskiego.
Wieś stanowi sołectwo gminy Żółkiewka. Według Narodowego Spisu Powszechnego (III 2011 r.) wieś liczyła 287 mieszkańców.
Wieś odnotowana w spisie powszechnym z roku 1921, wówczas wieś Zabuże w ówczesnej gminie Żółkiewka posiadała 22 domy i 180 mieszkańców.